# Joan Henry
Pour les articles homonymes, voir Henry.
Joan Constance Anne Henry, née le 8 avril 1914 et morte en 2000 est une romancière, dramaturge et scénariste anglaise.
Issue d'une illustre famille anglaise, elle fut emprisonnée en 1951 pour avoir tenté d'écouler un faux chèque. Ses œuvres les plus renommées sont semi-autobiographiques et basées sur ses expériences en prison.

## Jeunesse
Joan Henry est née le 8 avril 1914 à Belgravia, quartier de Londres. Elle est une descendante du premier ministre John Russell ainsi que de Robert Peel et était une cousine de Bertrand Russell. Élevée par ses grands-parents en Irlande, elle retourna en Angleterre afin de poursuivre sa scolarité et fut admise dans la société en 1932.
Joan Henry avait une sœur jumelle qui décéda à l'âge de 21 ans.
En 1938 elle épouse Donald Standage, un officier de l'armée. De cette union naquit une fille. Le couple divorça vers 1950. Pour combler une dette de jeu, elle accepta un faux chèque d'un ami, ce qui lui valut une condamnation à une peine de prison de douze mois. Elle passa finalement huis mois en prison dont la majorité à la Prison de Holloway, ensuite à la "prison ouverte" d'Askham Grange.

## Carrière
Avant son emprisonnement, Joan Henry gagnait sa vie en écrivant des romans d'amour. Elle acquit une notoriété en 1952 lors de la publication du roman Who Lie in Gaol. Le titre de cet ouvrage est une phrase issue d'un roman d'Oscar Wilde, The Ballad of Reading Gaol. Le roman Who Lie in Gaol est basé sur ses propres expériences en prison et devint rapidement un best-seller. Joan Henry y est très critique sur les conditions de vie à la prison de Holloway. Elle décrit la brutalité des traitements et les négligences dont elle fut témoin. Le film The Weak and the Wicked (Les Femmes déchues) de J. Lee Thompson, sorti en 1954 est basé sur ce livre. Le personnage de Joan Henry est interprété par Glynis Johns.
Le roman Yield to the Night, publié en 1954, relate le parcours d'une femme en attente de son exécution. Le titre de cet ouvrage est issu du Livre VII de l'Iliade. Un film basé sur cet ouvrage sortit en 1956 avec Diana Dors dans le rôle principal. Joan Henry co-écrivit le script, lequel fut nommé pour le BAFTA-award pour le meilleur scénario britannique. Le film fut à nouveau dirigé par Lee Thompson avec lequel Joan Henry se maria en 1958.
En 1960, la pièce Look on Tempests écrite par Joan Henry fut jouée au Comedy Theatre dans le West End à Londres. Joan Henry y critique le système judiciaire, relatant les conséquences sur une famille de la petite bourgeoise de l'accusation d'un homme pour indécence grossière". Il s'agissait de la première pièce de théâtre traitant de l'homosexualité à avoir eu l'autorisation d'être jouée par Lord Chamberlain, qui avait levé l'interdiction sur le sujet l'année précédente.
Joan Henry écrivit également deux pièces télévisées : Rough Justice en 1962 et Person to Person en 1967.
Lee Thompson et Joan Henry divorcent à la fin des années '60.

## Couverture de livre

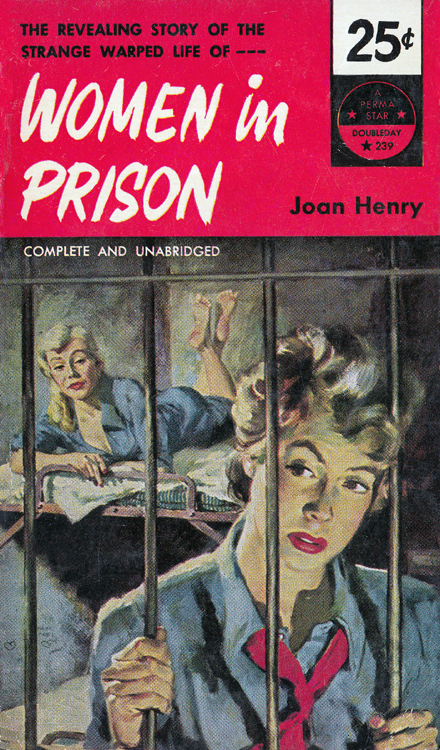
Women in Prison